# Alice în Țara Minunilor (film din 1951)
Alice în Țara Minunilor este un film de animație britanico-american din 1951 produs de Walt Disney Feature Animation și lansat inițial de către Walt Disney Pictures. Este regizat de Clyde Geronimi, Wilfred Jackson și Hamilton Luske. Scenariul se bazează pe două romane ale lui Lewis Carroll, Alice în Țara Minunilor și Alice în Țara Oglinzilor.

Afiș original în limba engleză

În limba română vocile lui Tweedle Dum și Tweddle Dee sunt asigurate de actorul Eugen Cristea. 

## Prezentare
Alice visează la o lume a ei, unde totul ar fi pe dos. Copila cade victimă propriei curiozități și îl urmărește pe Iepurele Alb. Ajunsă în Țara Minunilor, observă că totul e invers față de cum ar trebui să fie...

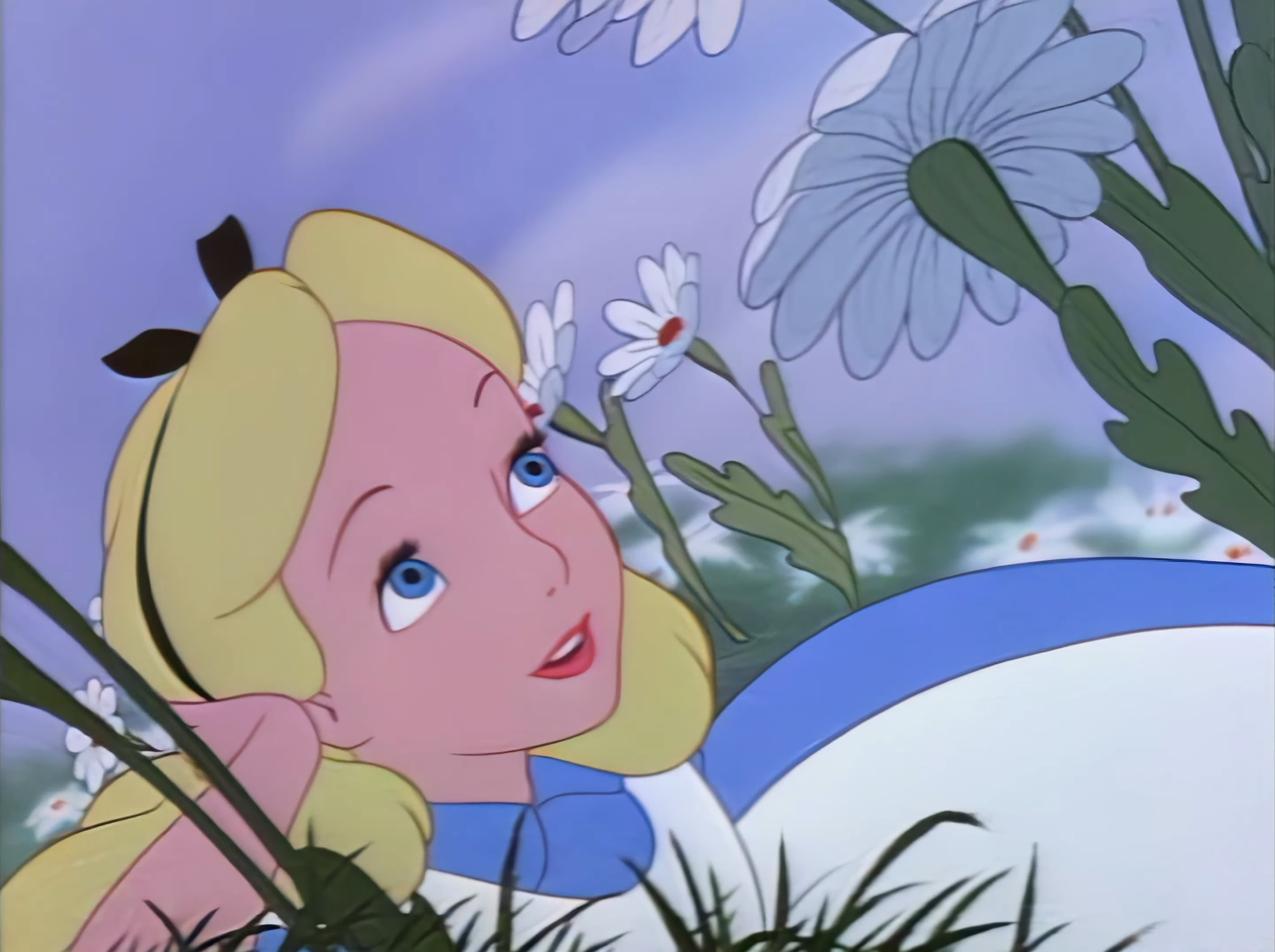
Alice (imagine din film)

## Distribuție
- Kathryn Beaumont ca Alice
- Ed Wynn ca Mad Hatter
- Jerry Colonna ca March Hare
- Richard Haydn ca Caterpillar
- Sterling Holloway ca Cheshire Cat
- Verna Felton ca Queen of Hearts
- J. Pat O'Malley ca Tweedledum și Tweedledee/The Walrus și the Carpenter
- Bill Thompson ca White Rabbit/Pat the Dodo
- Heather Angel ca Mathilda (Alice's sister)
- Joseph Kearns ca Doorknob
- Larry Grey ca Bill the Lizard
- Dink Trout ca King of Hearts
- Jimmy MacDonald ca The Dormouse